# ノストラダムス現象

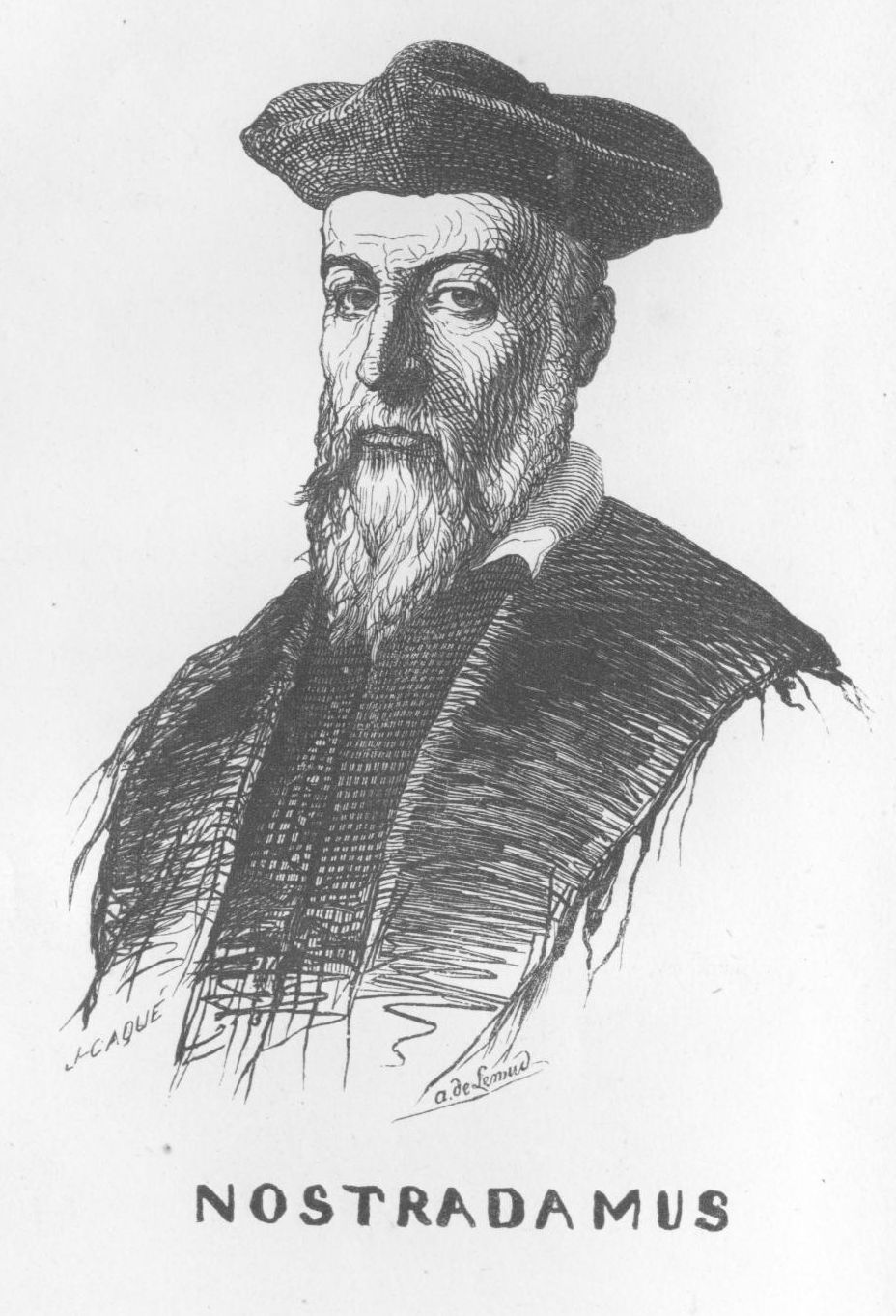
ノストラダムス（19世紀の肖像画）

ノストラダムス現象（ノストラダムスげんしょう、le phénomène nostradamus, le phénomène nostradamique）とは、16世紀フランスの医師・占星術師ノストラダムスに関して、同時代から現代に至るまでに引き起こされてきた影響のこと。
ノストラダムスは、『予言集』や翌年一年間を予言した『暦書』類などの形で様々な「予言」を残した（彼の「予言」の位置づけについてはノストラダムス#予言の典拠などを参照）。こうした予言は、同時代においては批判者や中傷者を、同時代から少し後の時代にかけては偽者や模倣者を、そしてそれ以降現代に至るまでは、多くの便乗的なパンフレット作者や予言解釈者たちを生み出す要因となってきた。
これらの原動力としては、当初は暦書が主体であったが、次第に『予言集』の影響が強くなっていった。その『予言集』は、18世紀末までに130種以上の版を重ねるという成功をおさめ、2010年現在では英、伊、西、葡、独、蘭、諾、日などの翻訳版を含めて少なくとも累計220種以上の版を確認できる（ここには解釈本の類は含んでいない）。

## 時代区分
ノストラダムス現象は、ロベール・ブナズラの書誌での区分に準じれば、以下の3つの時代に大別できる。

### 敵対者たちの時代
この時代は、ノストラダムスの存命中（1550年代半ばから1560年代初頭まで）にあたる。ノストラダムスの予言は、大いにもてはやされた一方で、様々な批判が浴びせられた。そうした批判には、論理的な批判も見られた一方で、ノストラダムスを「モンストラダムス（モンストル＝怪物、との合成語）」と呼ぶなど、単なる中傷に過ぎないものも少なからず見られ、かつてのノストラダムスの知人ジュール・セザール・スカリジェなども、こうした中傷に関与した。
この時期の批判や中傷の特色としては、コンラッド・バディウス、ウィリアム・フルクなどプロテスタントからの批判が多かったこと、および主たる攻撃対象は暦書類であって、『予言集』は余り相手にされていなかったことが挙げられる。

### 詐欺師たちの時代
この時代は、ノストラダムスの晩年から17世紀初頭にあたる（この時代の初期は批判者たちの時代と重なる）。この時期には、ノストラダムス2世、アントワーヌ・クレスパン・ノストラダムス、フィリップ・ノストラダムスといった偽者たちが現れ、弟子を自称する者も複数現れた。また、ノストラダムスの詩篇を盗用した占星術師も複数いた。
彼らはノストラダムスの著書を真似たが、そこで模倣の対象になったのは、主に暦書類の書式であって、『予言集』を真似て詩集を出した者はほとんどいなかった。他方、ノストラダムスの作品からの盗用は、むしろ『予言集』の詩篇が対象となる場合が多かった。

### 解釈者たちの時代

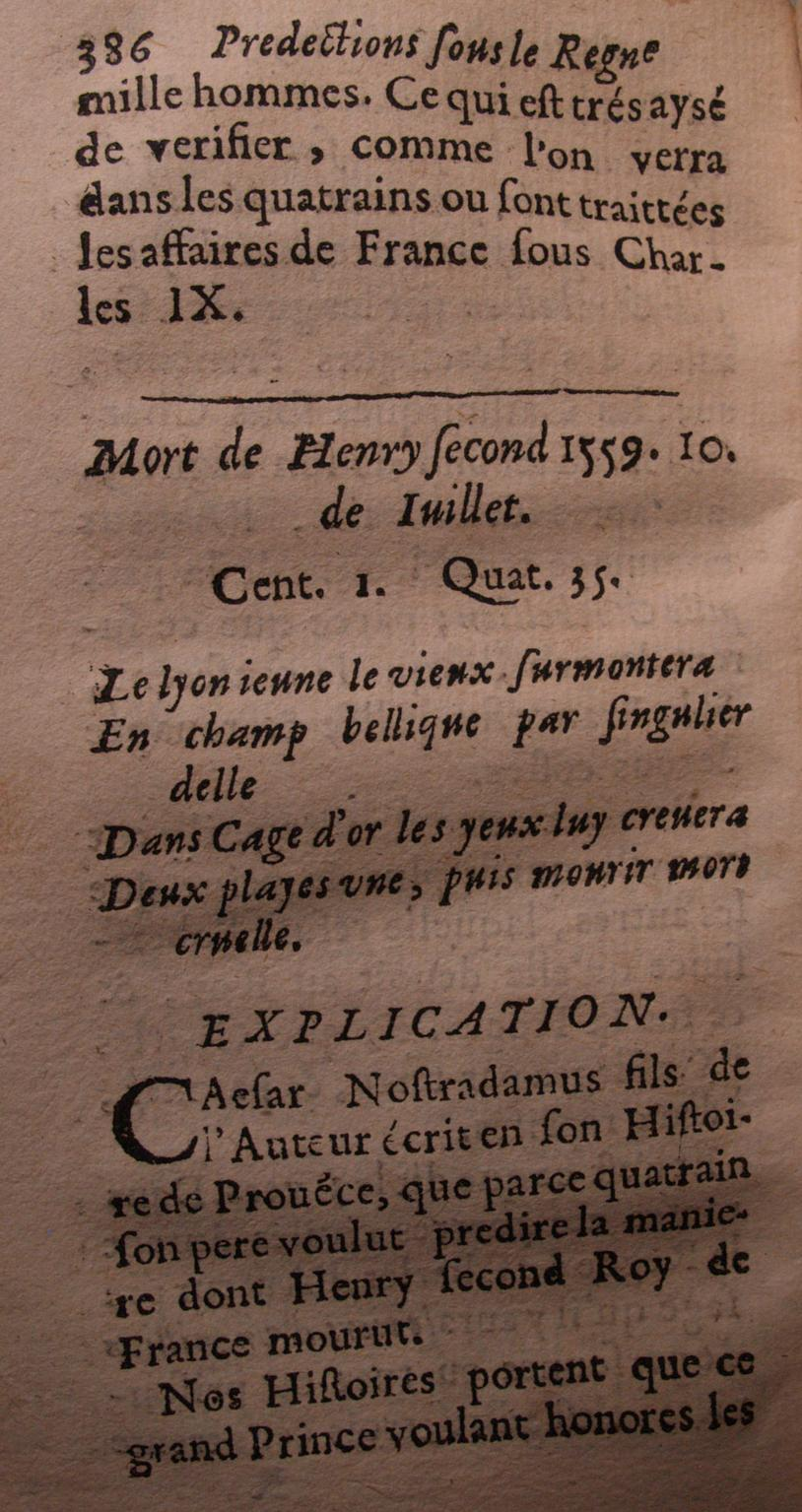
17世紀に出された注釈書の1ページ

この時代は、16世紀末葉から現代にあたる（この時代の初期は模倣者たちの時代と重なる）。ノストラダムスの予言について、最初に体系的な解釈を施したのは、ノストラダムスの秘書であったジャン＝エメ・ド・シャヴィニーである（1594年）。しかし、その後ノストラダムスの注釈者が一気に増えたわけではなく、19世紀までは各世紀数人程度しか注釈者は現れなかった（ノストラダムス関連人物の一覧#ノストラダムス予言の主な解釈者参照）。ノストラダムスの作品から未来を読み取ろうとする解釈者が爆発的に増えるのは、20世紀の2度の世界大戦を経てのことである。

## 19世紀までの関連書の種類
上述の通り、19世紀までの解釈者の数はさして多いものではない。しかし、ノストラダムス関連書が少なかったわけではなく、ミシェル・ショマラの書誌では、1567年（ノストラダムスの死の翌年）から1800年頃までの関連書として、実に300点以上が挙げられている。その内容は、おおよそ以下のとおりである。
まず、既に触れた通り『予言集』の版が多く重ねられている。そして、それ以外で目立ったのは、翌年一年を予言した暦書や、数年程度に対象を限定した散文の予言書であった。前者の例としては『ミシェル・ノストラダムス師によって正確に算定された1674年向けの歴史的暦』（パリ、1674年頃）などが、後者の例としては『1768年から1774年までの7年間のノストラダムスの新奇なる予言』（パリ、1768年頃）などが挙げられる。
それらの主たる書き手は匿名のパンフレット作家であるため、内容もノストラダムスとは無関係の偽書にすぎないが、毎年のように出版された。このように、ノストラダムスの名は、19世紀までマチュー・ランスベール、ピエール・ド・ラリヴェ2世などとともに、「売れるブランド」として暦書や予言書に多く用いられていたのである。
ほか、フロンドの乱の際に出された一連のマザリナードの中には、ノストラダムスに仮託する形で政治的な主張や願望（例えば「マザランの失脚が予言されている」といった類の言説）を盛り込んだ風刺文書も少なからず出されていた（1648年から1652年までの関連書として、ブナズラの書誌では40点が挙げられている）。同様の現象はフランス革命期にも見られた。

## 20世紀以降の欧米におけるノストラダムス現象
二度の世界大戦を経て、ノストラダムス予言の注釈者は爆発的に増加した。第二次世界大戦の直前や戦中には、ノストラダムスをめぐって様々なトラブルが起こった。
フランスのヴィシー政権は、ナチスを刺激することを恐れて、マックス・ド・フォンブリュヌやエミール・リュイールらのノストラダムス解釈書を発禁処分にした。彼らの著書には、ナチスに否定的な未来予測が載っていたためである。また、ナチスは占星術師カール・エルンスト・クラフトに命じて、自分たちに都合のよい解釈を載せた著書を執筆させ、これをばら撒いた。
戦後、ノストラダムスに対する関心は落ち着いたが、1980年代になって再燃した。1980年に出版されたジャン＝シャルル・ド・フォンブリュヌの著書『歴史家にして予言者ノストラダムス』が国際的な大ベストセラーとなったためである。フォンブリュヌの著書は、1981年になって、その年のミッテラン政権誕生やヨハネ・パウロ2世狙撃を予言していたとして話題になり、オリジナルのフランス語版だけで100万部を超えた。次いで、様々な言語に訳され、アメリカ、イギリス、ドイツ、スペイン、カナダ、ブラジル、トルコなどでも出版された。
フォンブリュヌの的中例とされたものは、必ずしも実際の事件に一致するものではなかったが、著書の内容が近く起こる第三次世界大戦とそれによるパリ壊滅を描き出すものであったため、多くのフランス人の不安を煽った。これに対しては、フランス国内で複数の反論書や批判的な書評が寄せられ、ノストラダムス協会も反対の姿勢を明確に打ち出した。
ジャン＝ポール・ラロッシュによって作成された、フランスを中心とするノストラダムス関連文献の刊行点数のグラフによれば、爆発的に刊行点数が増えたのは、1981年、1986年、1999年、2001年であったという。これらの年にはいずれも刊行点数は50点を超えている。ただし、フランスの場合、1980年代以降には実証的な立場からの優れた研究も相次いで刊行されたので、関連文献が全て信奉者の解釈書というわけではない。
1999年にはファッションデザイナーのパコ・ラバンヌが、恐怖の大王の正体はロシアの宇宙ステーション「ミール」の墜落であると主張して、フランスでは話題となった。2001年には、英語圏でもフランス語圏でも、アメリカ同時多発テロ事件に便乗し、ノストラダムスの予言の中からこれを読み取ろうとする言説がインターネット上を駆け巡り、関連書も急増した。
こうした欧米のノストラダムスブームは、アラブ社会における終末論の論じられ方にも間接的に影響を及ぼしたとする指摘もある。

## 日本への影響
日本で最初に「ノストラダムス」の名に言及したのは、カミーユ・フラマリオン『此世は如何にして終るか』（改造社、1923年）であるとされる。しかし、それは、ノストラダムスと無関係な形で創作された詩篇の紹介にすぎなかった。
ノストラダムス本人については、戦後になって紹介が行われた。仏文学者の渡辺一夫が『人間』1947年11月号に寄稿した論考「ある占星師の話 - ミシエル・ド・ノートルダム（ノストラダムス）の場合」において、時代背景を適切に踏まえる形で紹介したのが最初のようである。渡辺のこの論考はその後何度か改稿がなされ、『フランス・ルネサンスの人々』に収められた。
渡辺の紹介はルネサンス期の人文主義者としてのノストラダムスを描くものであったのに対し、「予言者」ノストラダムスの予言解釈の紹介を最初に行ったのが、作家の黒沼健である。彼は1950年代後半から1970年に刊行した著書において、欧米の信奉者の著書に依拠する形で、予言解釈の紹介を行った。
このほか仏文学者の澁澤龍彦も1960年代から70年代初頭にかけて、ノストラダムスに関するエッセイなどを発表していた。しかし、この段階では、ノストラダムスの知名度も限定的なものであった。
そんな中で、ノストラダムスが「1999年七の月」に「恐怖の大王」によって人類が滅亡すると予言したと、信憑性を増すために創作された逸話などもまじえる形で紹介された五島勉の著書『ノストラダムスの大予言』が1973年に刊行され、ベストセラーとなったことで、彼の名は非常に有名になった。当時、素朴にこの予言を信じた若者も少なくなく、オウム真理教事件にも少なからず影響を与えたと指摘されている。実際、オウム真理教では信者獲得の為にノストラダムスの予言を解読したとした本を出版していた。
これ以降1999年まで、ほとんど毎年のようにノストラダムス関連書が出されるようになり、五島の最初の続編が出た1970年代末から80年代初頭、イラクによるクウェート侵攻があった1990年から1991年、そして1998年頃から1999年と、いくつか大きなブームもあった。特に1991年には、その年の東販調べベストセラーランキングの「新書・ノンフィクション」部門の上位三位をノストラダムス本が占めた。ただし、五島の『大予言』初巻が巻き起こしたブームを直接に知っている世代とそれ以降の世代には、温度差があるとの指摘もある。
日本のノストラダムス現象は、英語圏、仏語圏、独語圏などに比べて極端に短期集中型であり（実質的に1973年から1999年に限られ、その間に200冊以上の関連書籍が刊行された）、刊行点数の割には、実証的な研究はもとより、欧米の信奉者の通説的な解釈すら十分に摂取されることがなかったという点で、特異なものである。
2000年以後には日本でのノストラダムス関連書の刊行は激減したが、2001年9月にアメリカ同時多発テロ事件が起こった際には、アメリカなどでブームになったのと同じく、日本でも「あれこそが恐怖の大王だったのではないか？」と、偽造された詩篇なども交えて、インターネット上などでは一時的に盛り上がりを見せた。このように、1999年を過ぎてからも信奉者が途絶えたわけではない。
他方、欧米に比べて実証的な研究の蓄積は乏しく、2010年までの日本ではごく僅かな例外的文献を除けば、欧米での実証的な研究の蓄積もほとんど紹介されていない。